# Dallasaurus
Dallasaurus var ett släkte mosasaurier som levde under Krita. Namnet betyder "ödla från Dallas". Kvarlevor från Dallasaurus har endast hittats i Texas, USA, men liknande primitiva (plesiopedala är det ord som används i mosasaurie-sammanhang) mosasaurier har påträffats världen över, i synnerhet i Sydamerika i form av Yaguarasaurus och i Europa i form av Tethysaurus. Dessa primitiva mosasaurier kom att utvecklas till mer avancerade former separat, och Dallasaurus representerar en anfader till Mosasaurus och andra mosasauriner, men inte Tylosaurus. Även om den inte är en gemensam förfader för alla mosasaurier representerar den ändå en av tidigaste kända medlemmarna av gruppen och ger viktig insikt till hur de utvecklades från små kustlevande ödlor till de imponerande och diversifierade hydropedala mosasaurierna.

## Beskrivning och paleobiologi

Datoranimerad simulering av en simmande Dallasaurus.

Dallasaurus var relativt lik senare mosasaurier: den hade en lång och small kropp med lång svans anpassad för simning samt ett huvud liknande det hos en varanödla. Dock skiljer den sig även då den förmodligen hade ben kapabla att gå på land med istället för fenor vilket gör att den i media ofta sägs vara en felande länk mellan landlevande ödlor och fullt vattenanpassade (hydropedala) mosasaurier även om detta inte riktigt är sant då olika grupper av hydropedala mosasaurier utvecklats ur olika primitiva, plesiopedala arter.

### Storlek

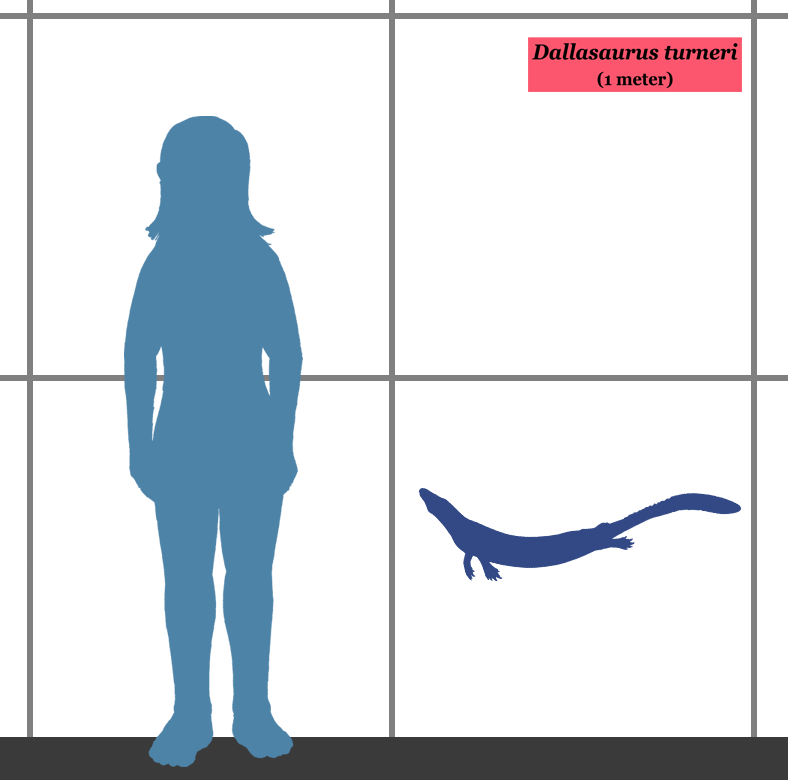
Dallasaurus storlek, jämfört med en människa.

Dallasaurus är också känd för att vara den i nuläget minsta mosasaurien man känner till, med en kroppslängd på bara ungefär en meter, vilket är betydligt mindre än de minsta släktena av kända hydropedala mosasaurier (däribland Halisaurus, Eonatator och Clidastes). Detta belyser den ökning i storlek som mosasaurierna genomgick under de sista årmiljonerna av krita.

## Källhänvisningar
1. 1 2  Polcyn M.J & Bell G.L jr, "Dallasaurus turneri, a new primitive mosasauroid from the Middle Turonian of Texas and comments on the phylogeny of Mosasauridae (Squamata)" Arkiverad 3 maj 2012 hämtat från the Wayback Machine. (2005).
2. ↑  Michael W. Caldwell (2012). "A challenge to categories: "What, if anything, is a mosasaur?"". Bulletin de la Société Géologique de France. 183 (1): 7–34. doi:10.2113/gssgfbull.183.1.7.
3. ↑  Bio-Medecine.org: "Missing fossil link 'Dallasaurus' found" Arkiverad 25 juli 2009 hämtat från the Wayback Machine.